# Řád republiky (Sierra Leone)
Řád republiky (anglicky Order of the Republic) je nejvyšší státní vyznamenání Republiky Sierra Leone. Založen byl roku 1972.

## Historie a pravidla udílení
Řád byl založen prezidentem Siakou Stevensem roku 1972. Udílen je občanům republiky i cizím státním příslušníkům za vynikající a oddanou službu státu. Uděluje jej každoročně úřadující prezident republiky. Slavnostní ceremoniál předáváni vyznamenání se koná každoročně dne 27. dubna na Den nezávislosti. U sierraleonských řádů se nepoužívají postnominální tituly a neexistují ani oficiální zkratky pro jednotlivé třídy, obecně se však často používají zkratky neoficiální (GCRSL, CRSL, GORSL).

## Třídy
Řád byl původně udílen ve čtyřech třídách, každá z nich pak ve dvou divizích, civilní a vojenské. Nadále se však používají pouze tři nejvyšší třídy.
- velkokomtur
- komtur
- důstojník
- člen

## Insignie
Řádový odznak má tvar stříbrné osmicípé hvězdy. Mezi cípy jsou zeleně smaltované stromy. Uprostřed je kulatý medailon se státním znakem Sierry Leone na bíle smaltovaném pozadí. Medailon je ohraničen zeleně smaltovaným kruhem. Na zadní straně je uprostřed medailonu barevně smaltovaná vlajka republiky položená na obrysové mapě státu.
Stuha sestává ze tří stejně širokých pruhů v barvě zelené, bílé a modré. Tyto barvy odpovídají barvám státní vlajky.